# Claudia Hürtgen
Claudia Hürtgen (ur. 10 września 1971 roku w Akwizgranie) – niemiecka zawodniczka startująca w wyścigach samochodowych.

## Kariera
Hürtgen rozpoczęła karierę w międzynarodowych wyścigach samochodowych w 1990 roku od startów w Niemieckiej Formule Ford 1600, gdzie raz stanęła na podium. Z dorobkiem 96 punktów została sklasyfikowana na szóstej pozycji w klasyfikacji generalnej. W późniejszych latach Niemka pojawiała się także w stawce Niemieckiego Pucharu Porsche Carrera, Formula 3 Trophy of the Alps, Niemieckiej Formuły 3, Grand Prix Monako Formuły 3, Masters of Formula 3, Porsche Supercup, French GT Championship, American Le Mans Series, German Touring Car Challenge, Vodafone Dutch Touring Car Championship, 24h Nürburgring, German Touring Car Trophy, Deutsche Tourenwagen Cup, Global GT Championship, German Supertouring Championship, 24-godzinnego wyścigu Daytona, 24-godzinnego wyścigu Le Mans, FIA GT Championship, SpeedWomen Cup, DMSB Produktionswagen Meisterschaft Division 1, VLN Endurance, European Touring Car Cup, ADAC Procar, 24H Dubai, 24H Series, ADAC GT Masters, FIA GT3 European Championship oraz Blancpain Endurance Series.

## Wyniki w 24h Le Mans
| Rok  | Zespół                                       | Partnerzy                    | Samochód           | Klasa  | Okr. | Poz. | Klasa Pos. |
| ---- | -------------------------------------------- | ---------------------------- | ------------------ | ------ | ---- | ---- | ---------- |
| 1997 | GT Racing Team AG Roock Racing               | John Robinson Hugh Price     | Porsche 911 GT2    | GT2    | 280  | 13   | 4          |
| 1998 | Roock Racing                                 | Michel Ligonnet Robert Nearn | Porsche 911 GT2    | GT2    | 285  | 17   | 3          |
| 1999 | Roock Racing                                 | André Ahrlé Vincent Vosse    | Porsche 911 GT2    | GTS    | 290  | 20   | 8          |
| 2001 | KnightHawk Racing Roock Racing International | Rick Fairbank Chris Gleason  | Lola B2K/40-Nissan | LMP675 | 94   | NU   | NU         |